# オスカー・ベレギ・シニア
オスカー・ベレギ・シニア（Oscar Beregi, Sr.、1876年1月24日 - 1965年10月18日）はハンガリー出身の俳優。息子のオスカー・ベレギ・ジュニアも俳優。

## 出演作品
- 椿姫 (1926)
- 罪に立つ女 (1927)
- 怪人マブゼ博士